# Il mito virtuista e la letteratura immorale
Il mito virtuista e la letteratura immorale è uno scritto polemico del sociologo Vilfredo Pareto sul fenomeno del virtuismo.
Durante gli anni della stesura del Trattato di sociologia (1916) imperversavano in Europa rigidi atteggiamenti in difesa della virtù, della pulizia morale e del pudore e si moltiplicavano manifestazioni di intolleranza verso l'oscenità, o presunta tale. Questa ondata di moralismo venne promossa da alcuni associazioni che condannavano indistintamente il mondo pagano, le dottrine antisociali ed i concetti naturalistici, frammisti ad oscenità, della Grecia e di Roma antica.
Pareto decise di intervenire sull'argomento ed invitando il governo Italiano a non perdere tempo "a pensare alle foglie di fico", quanto a preoccuparsi di denunciare i gravi problemi dell'Italia del tempo: miseria, corruzione, analfabetismo, il dominio della mafia e della camorra, le non sopite mire espansionistiche dell'Austria.

## Contenuti
Il termine "virtuista", un neologismo coniato da Pareto, sta ad indicare una persona ipocrita e bigotta, che ha dichiarato guerra alla letteratura immorale, criminale, sessuale. Raccolti in associazioni, i virtuisti chiedono allo stato misure censorie sempre più restrittive, giustificandole con il pretesto dell'utilità sociale, della preservazione della pace sociale, della tutela dell'interesse dei fanciulli e con la motivazione dell'utilità della castità.
Pareto rileva che il vero fine inseguito dai virtuisti è quello di imporre la loro dottrina e fa notare come l'aumento delle misure restrittive vada di pari passo con l'aumento di sentimenti anarchici e che "le leggi senza costumi non valgono niente". Inoltre, secondo Pareto, "non è un dovere dello stato quello di allontanare ogni tentazione dall'individuo". Di seguito, Pareto critica sia la famiglia "modern Style", incapace di dare una vera educazione ai propri figli ("l'educazione dei figli si fa coll'azione cumulativa di mille cose da nulla, e non con alcune proibizioni annunciate con gran fracasso") e di seguito delle Istituzioni scolastiche ("l'anarchia nell'educazione dei giovani è una causa dell'aumento della criminalità giovanile").
In conclusione, Pareto aggiunge che la forza che permette ad un popolo di elevarsi al di sopra degli altri non è dato dall'ascetismo, dalle rinunce e dalla mediocrità, ma nei sentimenti profondi e attivi che si manifestano con un ideale. "Nella vita dei popoli, niente è tanto più reale e pratico quanto l'ideale. [...] Il contenuto logico dell'ideale poco importa. Ciò che importa molto di più è lo stato psichico che rivela, di cui è sintomo".